# Henry Morshead
Pour les articles homonymes, voir Morshead.
Henry Treise Morshead, né le 23 novembre 1882 à Hurlditch Court, près de Tavistock et mort le 17 mai 1931 à Maymyo en Birmanie, est un géomètre, explorateur et alpiniste britannique.
Avec Frederick Bailey, il a exploré les gorges de Tsangpo et a confirmé que le Yarlung Tsangpo se jette dans le Brahmapoutre après avoir traversé l'Himalaya en cascade ; il a également été membre des expéditions britanniques de 1921 et 1922 sur le mont Everest et en 1922, a grimpé à une hauteur de plus de 7 600m.
Sa mort est due à un meurtre mais les circonstances sont restées mystérieuses.

## Biographie
Henry Morshead est né en 1882 à Hurlditch Court, près de Tavistock à la frontière entre le Devon et les Cornouailles. Il est le fils aîné de Reginald Morshead, un banquier, et d'Ella Mary Morshead, née Sperling. Il fait ses études au Winchester College. Il entre ensuite à l'Académie royale militaire de Woolwich, pour devenir officier des Royal Engineers en 1901,,,. À la Royal School of Military Engineering (en), il a un excellent dossier et, en 1904, est affecté à l'armée indienne dans les services des travaux militaires des Royal Engineers à Agra.
En 1906, il rejoint le Survey of India (en) où il conserve son statut et son grade militaires. Il est basé à Dehradun dans l'Uttarakhand, le quartier général scientifique et d'exploration du Survey of India. Il devient responsable du Forest Map Office, puis du Computing Office et du Triangulation Surveying Party. Il se familiarise avec l'histoire de l'exploration de l'Himalaya, en particulier du Tibet et se distingue lors de plusieurs expéditions hivernales difficiles dans l'Himalaya,. Il est promu capitaine en 1912.
En congé en 1916, il rencontre Evelyn (Evie) Widdicombe qui est secrétaire et bibliothécaire de la Froebel Society for the Promotion of the Kindergarten System. Sa famille a déménagé au Canada lorsqu'elle était enfant où son père, Harry Templer Widdicombe, n'a pas réussi à faire fortune. Sa mère était donc retournée en Angleterre avec les enfants. Sa mère avait fondé un club résidentiel de dames qui a prospéré. Morshead s'est marié avec Evie en 1917 et ils auront quatre fils et une fille,,. Deux de leurs fils seront tués pendant la Seconde Guerre mondiale.

### Exploration des gorges de Tsangpo
Au nord de l'Himalaya, le fleuve Yarlung Tsangpo coule vers l'est à travers le plateau tibétain, puis se transforme vers le sud en une série de gorges massives dans les montagnes himalayennes. Jusque dans les années 1880, on ignorait par quelle route il atteignait finalement la mer ou même s'il débouchait dans l'océan Pacifique ou l'océan Indien. En 1911, le lien avec le fleuve Brahmapoutre est largement accepté, mais un autre mystère subsiste : le fleuve passe de 2 700 m à 300 m sur une distance d'environ 160 km. Il semble ainsi qu'il doit y avoir une chute d'eau massive et, en effet, Kinthup en avait signalé une de 46 m de haut.
En 1913, Frederick Bailey, un officier du renseignement de l'armée indienne, invite Morshead à être l'arpenteur d'une expédition pour explorer le Grand Canyon de Yarlung Tsangpo (gorge de Tsangpo), maintenant connu pour être la gorge la plus profonde du monde. Bailey et Morshead l'explorent. Morshead examine l'itinéraire entier et calcule les résultats. En remontant la rivière Dibang, ils traversent la ligne de partage des eaux de l'Himalaya jusqu'au Tibet pour atteindre la rivière Dihang (Brahmapoutre) et remonter la gorge.
Lorsqu'ils sont à Lagung, juste à l'est de Namcha Barwa, ils sont arrêtés par les Nyerpa de Pome qui les emmènent à Showa sur la rivière Po Tsangpo. Après avoir été emprisonnés pendant plusieurs jours, ils sont libérés. Ils ont finalement atteint à nouveau la rivière Dihang, cette fois en amont de la gorge et juste au sud de Gyala Peri d'où ils ont pénétré dans le balayage massif de la gorge de Tsangpo mais n'ont atteint que Pemakoi-chen où ils ont trouvé la gorge impraticable à environ 72 km en amont de Lagung. Ils retournent en Inde en faisant demi-tour et en passant par l'est du Bhoutan,. L'expédition a couvert 2 700 km à pied et a duré du 16 mai au 14 novembre 1913,.
Bailey et Morshead ont prouvé que l'affluent Dibang du Brahmapoutre coule autour plutôt qu'à travers les montagnes himalayennes et ne se connecte pas avec le Tsangpo. Ils ont également prouvé de manière concluante que le Tsangpo-Dihang-Brahmapoutre était un seul fleuve et ont pour la première fois établi son cours précis. La chute d'eau la plus haute qu'ils ont trouvée était de 9,1 m et ils ont considéré qu'il était peu probable qu'il y ait une chute plus élevée. Pour son travail Morshead a reçu la Médaille de Macgregor par l'United Service Institution of India (en). À l'époque, l'expédition était considérée comme un grand exploit d'exploration et elle a suscité une renommée internationale.

### Première Guerre mondiale
Lorsque la guerre éclate en 1914, il est affecté en Inde mais est immédiatement renvoyé en Angleterre pour former des sapeurs. En 1915, il commande la 212th Field Company, Royal Engineers 33rd Division lors de la bataille de la redoute de Hohenzollern. Sa compagnie a été déplacée pour la bataille de la Somme où il est promu major en 1916 et reçoit le DSO,. Il est à la bataille d'Arras et à la bataille de Passchendaele après quoi il est évacué chez lui avec la fièvre des tranchées, retournant en France en 1918 et étant promu lieutenant-colonel pour commander le 46th (North Midland) Divisional Engineers,. Il est blessé par des éclats d'obus alors qu'il reconnaissait les possibilités de traverser du canal de Saint-Quentin et est renvoyé en Angleterre. Après trois semaines de congé, il retourne au front, mais la guerre venait alors de se terminer,.
Après la guerre, Morshead, de retour à son grade de major, retourne au Survey of India pour diriger les travaux d'enquête au Waziristan,. En 1920, il accompagne Alexander Kellas (en) dans une tentative de gravir le Kamet de 7 756 m mais les porteurs Bhutia ne purent être persuadés d'établir un camp à 7 200 m. Bien que l'expédition n'ait pas atteint le sommet, leurs études physiologiques en altitude devaient être utiles pour les expéditions de l'Everest qui suivront.

### Expédition au mont Everest

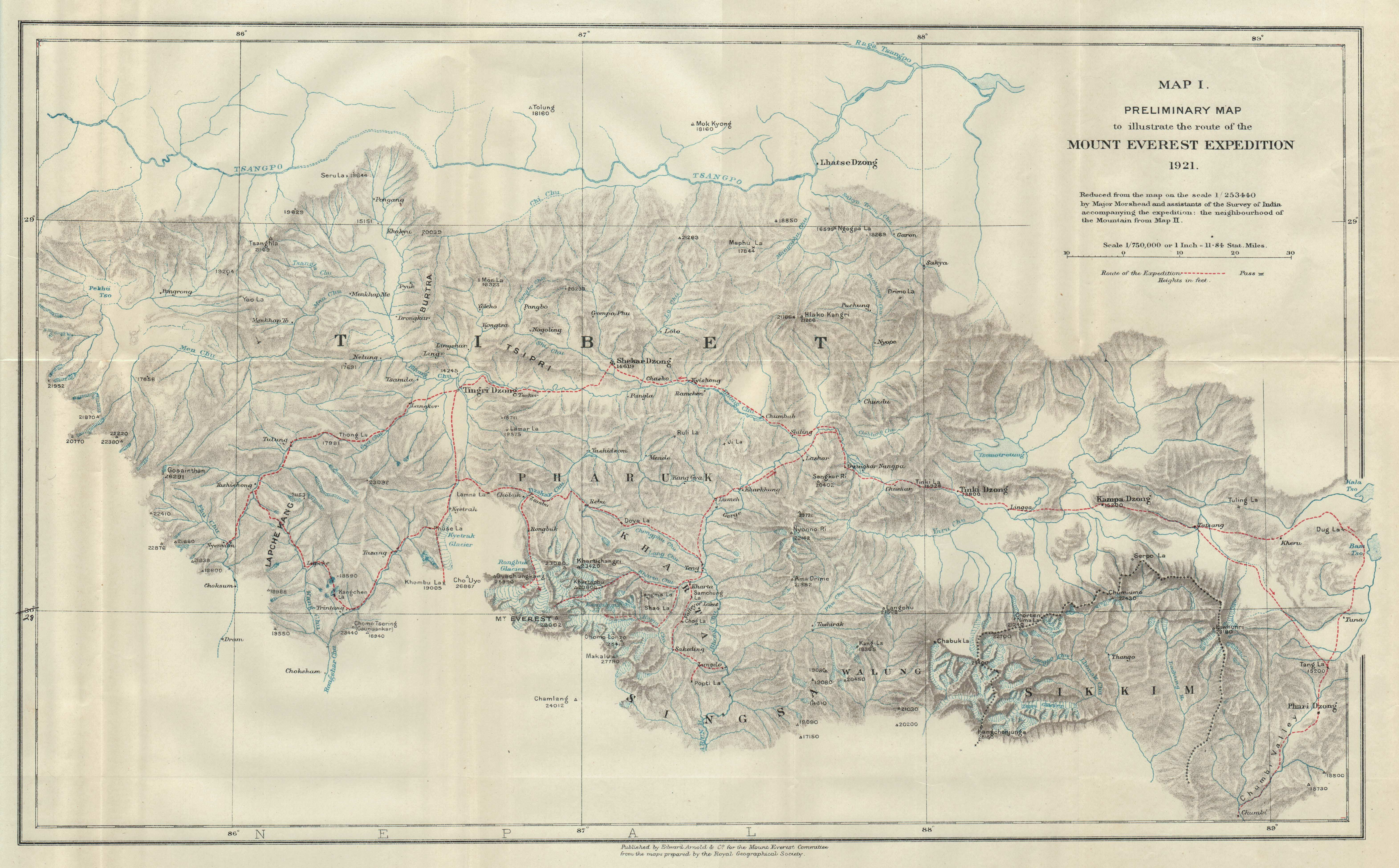
Carte de Morshead dressée lors de l'expédition de 1921.

Lors de l'expédition de reconnaissance britannique de 1921, Morshead dirige l'équipe Survey of India qui a cartographié, à une échelle de quatre miles à un pouce (1:250 000), 31 000 km2 de pays entièrement inexplorés. Au cours de cette expédition, il escalade le Kama Changri (6 500 m) et avec George Mallory est le premier à établir le camp sur le Lhakpa La (en) à 6 810 m,.
Lors de l'expédition de 1922, Morshead est membre du groupe d'escalade de l'Everest lui-même. Parce qu'il n'a été autorisé à partir qu'à la dernière minute, ses vêtements d'expédition sont achetés au bazar de Darjeeling et se révéleront insuffisants. Le 20 mai 1922 avec Mallory, Howard Somervell et Teddy Norton, Morshead fait partie de la première équipe d'assaut qui tente d'atteindre le sommet sans oxygène. Alors que le groupe quitte le col nord pour se diriger vers la crête nord-est, le sac à dos de Norton tombe dans le glacier, ce qui réduit les vêtements de nuit pour le camp V à 7 600 m. Le camp est à l'altitude la plus élevée que personne n'a jamais atteinte auparavant. Le lendemain matin, un autre sac à dos est perdu mais Morshead descend de 30 m pour le récupérer. Cependant, en reprenant la montée, il est presque immédiatement incapable de continuer et est donc descendu au camp V tandis que les trois autres continuent. L'équipe atteint 8 225 m avant de rebrousser chemin,.

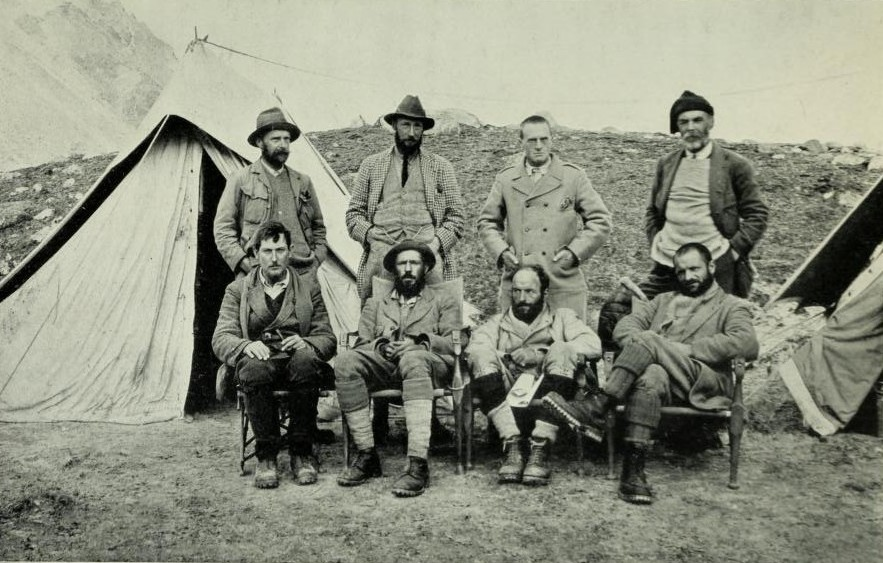
Membres de l'expédition. Morshead est à l'avant tout à droite

Ils rejoignirent Morshead au camp V. Il a alors très froid et tous les quatre descendent immédiatement au camp IV sur le Col Nord. En chemin, Morshead glisse et traîne deux autres hommes dans le couloir. Cependant, Mallory réussit à arrêter la chute et sauve la vie de tout le monde. Ils atteignent le camp à 23 h 30, mais une erreur logistique fait que le réchaud et le combustible ont été transportés dans un camp plus bas, de sorte qu'il n'y a pas d'eau liquide et donc pas de nourriture comestible disponible. Après avoir survécu à la nuit sur le col, ils descendent sur le glacier le lendemain, mais à ce moment-là, Somervell pense que Morshead n'est pas loin de la mort. Norton, le chef de l'expédition, écrira sur lui, « il a continué obstinément sans se plaindre et malgré une mauvaise chute sur une pente de glace, sachant que la sécurité de tout le groupe dépendait de sa détermination à maintenir le cap »,,. Morshead a de graves gelures aux mains et au pied et plus tard, trois articulations des doigts devront être amputées. Cependant, à l'époque, il a caché la douleur de ses blessures à ses collègues.

### BengaloreetBirmanie
Pour l'expédition Everest de 1924, Morshead n'a pas été considéré comme capable de participer en tant qu'alpiniste en raison de ses blessures, mais on lui a proposé le rôle de camp de base et d'officier des transports. Il a dû refuser parce que ses employeurs ne donnaient pas la permission, même pour un congé sans solde,,. Cependant, aux Jeux olympiques d'été de 1924, des médailles ont été décernées pour l'alpinisme et Morshead a reçu une médaille spéciale décernée aux grimpeurs lors de l'expédition de 1922.
En 1923, une promotion qu'il reçoit l'oblige à déménager à Bangalore, loin de l'Himalaya. Il mène une vie mondaine active, avec au programme sports et chasse au gros gibier. En 1927, il rejoint une expédition de l'Université de Cambridge au Spitzberg, après quoi il retourne en Inde par voie terrestre jusqu'à Bassorah, en Irak,. Il a été promu lieutenant-colonel en 1928 et devient le directeur adjoint de la Branche Géodésique,.
En avril 1929, il est promu au poste de directeur du Survey of India's Burma Circle et vit à Maymyo, en Birmanie. À l'époque, la Birmanie est une province de l'Inde britannique. Il étudie la langue birmane et fait de longues tournées d'inspection d'arpentage dans le pays,.

### Meurtre
En février 1931, Morshead reste en Birmanie tandis que le reste de la famille retourne en Angleterre pour des raisons de scolarité. C'est une période de troubles. Une rébellion a commencé en Birmanie contre la domination britannique, et les rebelles Thakin se trouvent dans les environs de Maymyo. Un collègue de Morshead a été abattu par un employé mécontent du Survey qui a été reconnu coupable de tentative de meurtre. Le 17 mai 1931, Morshead part seul à cheval et plus tard dans la journée, son cheval est découvert à Maymyo. Après des recherches approfondies, son corps est retrouvé le lendemain dans la jungle voisine. Il a reçu une balle dans la poitrine à bout portant. Deux personnes ont été arrêtées, un ex-Gurkha qui était en train de tirer à ce moment-là, et l'homme dont il utilisait l'arme. Il n'y avait aucun motif apparent et aucune accusation n'a jamais été portée parce que les deux hommes semblaient avoir des alibis,.
En 1982, le fils de Morshead, Ian, a publié une biographie de son père. Au sujet de la mort de son père, il est méfiant car, bien que les premiers articles de journaux aient dit que son père avait été assassiné, des rapports ultérieurs ont parlé de sa mort par un tigre ou par des rebelles. En 1980, Ian Morshead s'est rendu en Birmanie et a parlé à certaines des personnes impliquées à l'époque. Lorsque la famille de son père était de retour en Angleterre, la sœur d'Henry, Ruth, vivait avec lui en Birmanie. Henry désapprouvait un chef local de la communauté, Syed Ali, qui avait été vu faire de l'équitation avec Ruth. Morshead avait peut-être eu une dispute avec lui. Une semaine plus tard, lors de la fatale randonnée d'Henry, il est probable qu'il ait emprunté le cheval de Syed Ali, car lorsque le cheval est revenu sans escorte à Maymyo, c'est chez Syed Ali qu'il est allé, en passant juste à côté de la maison d'Henry. Ian Morshead a spéculé, mais a finalement douté de sa propre spéculation.